# Il boss è morto
Il boss è morto (The Don Is Dead) è un film del 1973 diretto da Richard Fleischer con Anthony Quinn.